# Projet Dharma

Le logo du Projet Dharma symbolise un bāguà.

Le Projet Dharma (Dharma Initiative en anglais), également écrit DHARMA, est un projet de recherche fictif présent dans le feuilleton télévisé Lost : Les Disparus, introduit dans le deuxième épisode de la deuxième saison (Orientation). DHARMA signifie Departement of Heuristics And Research on Material Applications (« Département d'heuristique et de recherche sur des applications matérielles »). Les études du Projet Dharma étaient directement liées à la fringe science. Dharma est un terme sanskrit utilisé dans l'hindouisme, le bouddhisme, le jaïnisme et le sikhisme.

## Histoire et But

Logo de la fondation Hanso

Influencé par un psychologue américain auteur de Walden Two, le Projet Dharma est fondé en 1970 à l'Université du Michigan par les doctorants Gerald et Karen DeGroot. Il est financé et dirigé par une organisation, la fondation Hanso, dont Alvar Hanso, un pourvoyeur d'armes danois, est le chef.
Le Projet Dharma est constitué par des « scientifiques et des libres penseurs » de tous pays, rassemblés pour mener sur l'île leurs recherches dans différentes disciplines, dont la météorologie, la psychologie, la parapsychologie, la zoologie, le social-utopisme et l'électromagnétisme.
Sur la vidéo des Baraquements, il est dit que la mission du Projet DHARMA était d'étudier les propriétés uniques de l'île.
Enfin, la vidéo du Sri Lanka a révélé que le Projet DHARMA était lié à l'équation de Valenzetti. Le but du Projet était d'utiliser la recherche scientifique pour manipuler l'environnement afin de modifier les facteurs fondamentaux de l'équation de Valenzetti pour changer le destin de l'espèce humaine.
Des ravitaillements des médicaments et de la nourriture (avec leur propre marque DHARMA) étaient largués par des drones sur l'île. La Fondation Hanso a arrêté le projet en 1987. Malgré la disparition du Projet DHARMA, des ravitaillements ont continué à être envoyés de façon systématique, même après la Purge.
Quand le Projet DHARMA arrive sur l'île, un conflit éclate alors rapidement avec une population locale désignée par les membres du Projet comme les "Ennemis". Les deux parties concluent alors une trêve, consistant à accorder à chacune une partie du territoire de l'île et à respecter certaines règles. Le conflit se termine lorsque les "Ennemis", aidés par Benjamin Linus, empoisonnent l'air avec un gaz toxique, tuant les membres du Projet DHARMA, ce qui met fin au conflit entre les deux groupes (la Purge). Ils s'installent ensuite aux Baraquements et prennent possession de leur sous-marin.

## Les stations
Le Projet Dharma a placé dix stations de recherche autour de l'île, qui prennent la forme d'installations ou de bunkers souterrains cachés. Après le crash du vol Oceanic 815 sur l'île en septembre 2004, les survivants découvrent plusieurs de ces stations. La première à avoir été découverte est « Le Cygne » auxquels ils se réfèrent de façon informelle comme « la trappe ». Neuf stations supplémentaires ont depuis été montrées dans la série, chacune avec son propre logo particulier qui lui est associé : un octogone, semblable à la conception bāguà, avec un symbole différent au centre.
Dans l'épisode Bloqué ! (2-17), après que les portes anti-souffle de la station « Le Cygne » se sont fermées et qu'une lumière ultraviolette s'est allumée, Locke découvre un plan de l'île, représenté par un octogone. Initialement dessinée par Radzinsky, puis recopiée par Kelvin Inman à l'encre invisible, cette carte fait mention de plusieurs structures. Six stations sont représentées, et quatre d'entre elles sont marquées par leur nom et une icône les représentant : « Le Cygne », « La Flamme », « Le Caducée » et « La Flèche ». Les deux autres stations, portant le nom de « C3? » et « C4? » sont dessinées en pointillés. Les six stations entourent un grand point d'interrogation centré et encerclé de pointillés (on apprend plus tard qu'il s'agit de la station « La Perle »). En haut à gauche, une septième station « C5? » apparait griffonnée.
Parmi les trappes sur le côté sud-est de la carte, il y a quatre structures rectangulaires portant le nom de « CV I », « CV II », « CV III », et « CV IV » écrit dessus. CV correspond à « Cerberus Vent », révélé sur le dos de l'un des puzzles Lost. La carte mentionne également l’existence d'un réseau de tunnel souterrain qui relie de nombreuses stations mais les tunnels ont commencé à tomber en ruine au début des années 1980, peu après que l'incident s'est produit. La carte fait également référence à un possible complexe de fabrication avec équipement d’éclairage industriel et d'une station de recherche météorologique qui n'ont jamais été montrés dans la série.
Dans l'épisode Le Prisonnier (5-10), lors d'une réunion des chefs du Projet Dharma, il y avait 14 membres présents, ce qui suggère 14 divisions distinctes du Projet Dharma sur l'île.

### L'Hydre (station 1)
Nom original : The Hydra — nom donné dans De l'autre côté (3-01)
Première apparition : De l'autre côté (3-01)
Première visite : De l'autre côté (3-01), par Jack, Kate et Sawyer
Dernière apparition : The New Man in Charge (épilogue)
Rôle : recherche en zoologie
L'Hydre est située sur une petite île à environ deux miles au large des côtes de l'île principale. Elle est décrite comme étant environ deux fois la taille de l'île d'Alcatraz. Des cages sont installées à l'extérieur de la station, dans la jungle, pour des ours polaires. Un complexe sous-marin était autrefois utilisé comme un aquarium, qui abritait des requins et des dauphins. Dans l'épisode Some Like It Hoth de la cinquième saison, Pierre Chang menace d'envoyer Hurley, trop curieux, à la station de l'Hydre à participer à leurs « expériences ridicules » s'il mentionne le corps remis à Pierre Chang par Miles Straume.
Au début de la troisième saison, Jack, Kate et Sawyer sont détenus en captivité sur l'île de l'Hydre par les « Autres ». Kate et Sawyer sont forcés de construire une piste d'atterrissage, jusqu'à ce qu'ils parviennent à s'échapper. Dans la deuxième saison, un requin a le symbole Dharma marqué sur sa queue. Dans l'épisode A Tale of Two Cities de la troisième saison, Tom indique que les ours polaires qui se trouvaient autrefois dans la cage de Sawyer étaient parvenus à comprendre le mécanisme pour obtenir de la nourriture en deux heures. Un collier en cuir portant le symbole Dharma de l'Hydre se trouve près du squelette d'un ours polaire dans le désert tunisien. Dans la cinquième saison, le vol Ajira Airways 316 fait un atterrissage forcé sur l'île de l'Hydre, sur la piste d'atterrissage construite par les « Autres ».

### La Flèche (station 2)
Nom original : The Arrow — nom donné dans Bloqué ! (2-17)
Première apparition : Le Mal-Aimé (2-04)
Première visite : Les Autres 48 jours (2-07), par les survivants de la queue de l’avion
Dernière apparition : Les Autres 48 jours (2-07)
Rôle : station de surveillance puis entrepôt de marchandises
Dans Because You Left, un flashback montre Pierre Chang faire l'enregistrement initial du film d'orientation, où il explique que c'est une station de surveillance des « Ennemis » ayant pour objectif de formuler des stratégies pour les combattre. Il est interrompu avant qu'il puisse terminer. Dans The Man Behind the Curtain, un flashback du Projet Dharma montre l'un des membres, Horace Goodspeed, vêtu d'une combinaison portant le logo de la station avec « mathématicien » écrit-dessous. Dans LaFleur, Horace donne l'ordre de notifier à « La Flèche » de préparer l'artillerie lourde quand il croit qu'il y a un danger imminent des « Ennemis ».
Lorsque la station est redécouverte en 2004, le mot « quarantaine » apparaît sur l'intérieur de la porte de la station. Elle sert de refuge pour les survivants de la queue de l'avion. Lorsqu'ils trouvent la station, elle a apparemment été convertie en une salle de stockage. À l'intérieur, ils y trouvent une radio, un œil de verre, et une partie du film orientation de la station « Le Cygne » cachée dans une Bible.

### Le Cygne (station 3)
Nom original : The Swan — nom donné dans 108 minutes (2-03)
Première apparition : Les Démons intérieurs (1-11), découverte par Boone et Locke
Première visite : La Descente (2-01)
Dernière apparition : LA X (6-01 & 6-02)
Destruction : ... Et mourir seul (2-24)
Rôle : recherche en électromagnétisme
La station a été conçue comme un laboratoire utilisé par le Projet Dharma pour la recherche sur les variations électromagnétiques du secteur. Dans l'épisode The Incident, Radzinsky, du Projet Dharma, a annoncé que la station devrait permettre la manipulation de l'électromagnétisme et pourrait changer le monde. Selon Accès autorisé sur le Blu-ray de la troisième saison, Dharma a foré dans la terre et frappé une zone contenant une importante accumulation d'énergie électromagnétique. La station a été construite sur cette zone pour agir comme un bouchon de liège. L'incident s'est produit en juillet 1977, comme l'a révélé l’épisode The Incident, et a nécessité l'évacuation de l'île.
Dans le film d'orientation de la station, le docteur Marvin Candle explique qu'un incident s'est produit tôt dans les expériences de la station. Selon Inman, Radzinsky a enlevé les détails spécifiques de cet incident de la vidéo. L'incident a entrainé la nécessité de sceller à la station une grande quantité de béton comme Tchernobyl (selon Sayid et Daniel Faraday) pour contenir l'énergie dangereuse. Cela a provoqué une accumulation de l'énergie électromagnétique, entraînant un changement de rôle de la station : une équipe de deux membres, remplacée tous les 540 jours, doit entrer un code numérique (4, 8, 15, 16, 23, 42) dans un terminal informatique toutes les 108 minutes. La station est équipée d'une minuterie de type split-flap display, qui est reliée au terminal informatique et relié à un système d'alarme. Quatre minutes avant la fin du décompte, l'alarme s'enclenche. Elle s'intensifie pour la dernière minute puis pour les 10 dernières secondes. C'est durant ces quatre dernières minutes que le compteur doit être réinitialisé. En cas d'échec, les chiffres noirs et blancs du compteur sont remplacés par des hiéroglyphes rouges et noirs, et un grondement sourd se fait entendre dans la station.

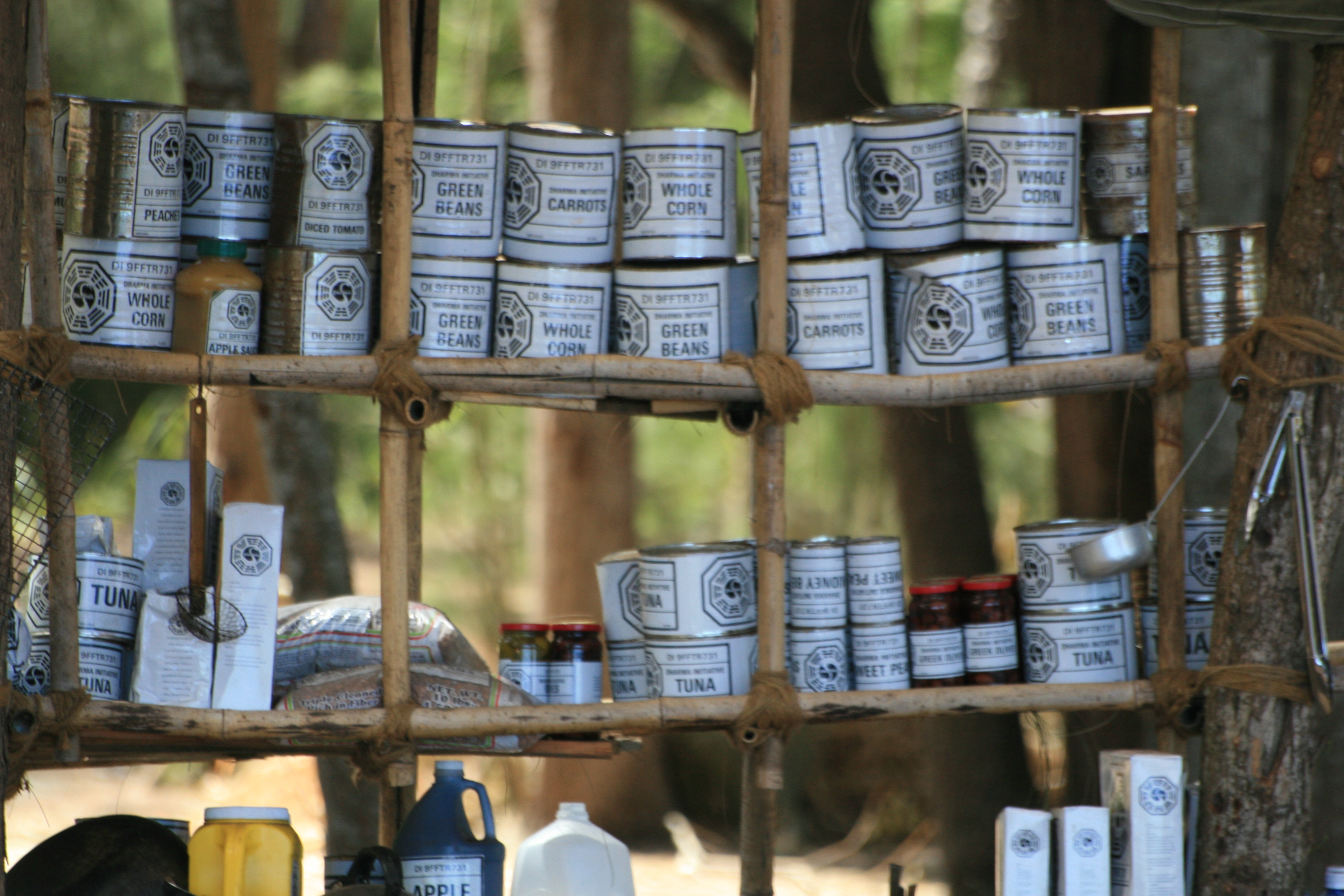
La nourriture du projet Dharma portant le logo du Cygne.

La station est presque entièrement souterraine et fonctionne à l'énergie géothermique. Elle est éclairée par des lampes puissantes qui simulent la lumière solaire. Elle comprend une pièce centrale ressemblant à une géode. Elle est équipée d'un stock de nourriture, d'un arsenal, de médicaments, d'un tourne-disque, d'une petite bibliothèque, d'un modèle récent de machine à laver et de séchoir, d'une douche et des lits superposés. La station dispose de plusieurs portes anti-souffle internes, avec une carte écrite à l'encre invisible sur l'une d'elles.
Dans l'épisode Some Like It Hoth, la station est représentée en 1977 en cours de construction dans un secteur désigné en tant que territoire des « Ennemis ». Dans l'épisode The Incident, Dharma perce la poche, libérant l'énergie et attirant tous les objets métalliques dans le trou. Le noyau de plutonium d'une bombe à hydrogène est déclenché par les survivants pour tenter de rejeter l'énergie. Stard Radzinsky, tenu pour responsable de la catastrophe, est alors contraint d'assurer les tours de garde dans la station. Quand le personnel du Projet sur l'île fut supprimé, seuls les opérateurs du Cygne furent épargnés. Dans Live Together, Die Alone, Desmond Hume s'échoue sur l'île en 2001 et est emmené dans la station par Kelvin Inman qui lui explique qu'il faut entrer le code numérique pour « sauver l'humanité ». En septembre 2004, Kelvin et Desmond se battent, entraînant la mort de Kelvin. Desmond entre les nombres trop tard, résultant en une accumulation d'énergie électromagnétique, ce qui provoque le crash du vol Oceanic 815. Deux des rescapés, Locke et Boone, découvrent la station par hasard. Locke réussit à l'ouvrir avec succès dans l'épisode final de la première saison. À l'intérieur, ils trouvent Desmond, qui fuit après que l'ordinateur a reçu une balle. Les survivants réussissent à réparer l'ordinateur et appuient sur le bouton toutes les 108 minutes.
Après avoir découvert le film d'orientation de « La Perle », Locke croit qu'appuyer sur le bouton est un test psychologique et, avec l'aide de Desmond, décide de découvrir ce qui se passera si le bouton n'est pas poussé. Desmond tente de convaincre Locke que le rôle de la station est réel, grâce aux données trouvées dans la station « La Perle », mais Locke a cassé l'ordinateur et ne peut arrêter le compte à rebours. Ainsi, tous les objets métalliques dans la station sont attirés, et le sol commence à trembler. Conscient de l'importance du bouton, Locke accepte qu'il avait tort et Desmond tourne la clé de sécurité intégrée. Le ciel vire au violet temporairement, et « Le Cygne » implose. L'énergie électromagnétique libérée par la destruction de la station rend l'île momentanément visible au monde extérieur ce qui permet à Penelope Widmore de retrouver l'île grâce à une station de surveillance.

### La Flamme (station 4)
Nom original : The Flame — nom donné dans Bloqué ! (2-17)
Première apparition : L'Heure du jugement (3-05)
Première visite : Tapez 77 (3-11), par Kate, Sayid et Locke
Dernière apparition : Namaste (5-09)
Destruction : Tapez 77 (3-11)
Rôle : communication avec le monde extérieur et les autres stations
La station utilise des technologies sonar et satellite pour communiquer avec le monde extérieur et d'autres stations sur l'île, et peut également être utilisée pour commander des livraisons de produits alimentaires. Contrairement aux autres stations, « La Flamme » n'est pas un bunker souterrain, mais plutôt un bungalow à ossature de bois avec une grande antenne parabolique sur le toit. L'intérieur de la station contient un salon, une cuisine et une salle informatique. Sous le bâtiment, un grand sous-sol contient des fournitures, y compris une bibliothèque de manuels du Projet Dharma. La station dispose également de plusieurs jardins, ainsi que des poulets, des vaches et des chèvres. Dans l'épisode LaFleur, on peut voir que Radzinsky était à « La Flamme » en 1977, où il a conçu le modèle de la future station « Le Cygne ».
Le jour du crash du vol Oceanic 815, Mikhaïl Bakunin utilise la station pour recueillir des informations sur les survivants. À la demande de Ben, il permettra à Juliet de voir sa sœur et son neveu bien vivants hors de l'île. Plus tard, la communication hors de l'île n'est plus possible, la station « Le Miroir » bloquant tous les signaux. Dans Enter 77, Kate Austen, Sayid Jarrah, et Locke découvrent la station. Locke utilise l'ordinateur pour envoyer un message disant que les « Ennemis » ont envahi la station, et, ce faisant, il détruit intentionnellement la station en activant un mécanisme relié à du C4 dans le sous-sol.

### La Perle (station 5)
Nom original : The Pearl — nom donné dans Sous surveillance (2-21)
Première apparition : Sous surveillance (2-21)
Première visite : Sous surveillance (2-21), par Locke et Eko (on découvre par la suite que Nikki et Paolo ont été les premiers à avoir découvert la station)
Dernière apparition : Jusque dans la tombe (3-14)
Rôle : surveillance des autres stations et études psychologiques
Le film d'orientation de la station affirme que « Le Cygne » est une expérience psychologique et que le but de ceux qui sont cantonnés dans la station est de surveiller les participants. La station se compose de neuf télévisions, deux chaises, et d'un ordinateur relié à une imprimante. Un système à air comprimé est installé dans la salle, utilisé pour envoyer des rapports à une autre station. Selon le film d'orientation que présente Mark Whickman, une équipe de deux personnes travaillait huit heures par jour sur une période de trois semaines, à regarder les écrans vidéo et prendre des notes sur leurs observations. Chaque action, quelle que soit la subtilité, devait être notée dans des cahiers.
Après le crash du vol Oceanic 815 sur l'île, Nikki et Paulo découvrent la station lors de leur recherche de diamants. Quelques semaines plus tard, Locke et Eko entrent dans la station et regardent la vidéo d'orientation. Locke croit alors qu'appuyer sur le bouton dans « Le Cygne » est un test psychologique, et décide de découvrir ce qui se passera si on n'appuie pas dessus. Toutefois, Desmond affirme dans Live Together, Die Alone que les participants de « La Perle » ont été des sujets de test sans le savoir. Ceci est confirmé lorsque les survivants découvrent une décharge de tubes pneumatiques contenant les cahiers de notes. Le contenu des cahiers indique qu'ils avaient été jetés là bien avant la fermeture de la station. Au cours de la troisième saison, certains des survivants visitent la station dans l'espoir de trouver un moyen de communiquer avec les « Autres », mais découvrent que la station est seulement capable de recevoir des données, pas d'en envoyer.

### L'Orchidée (station 6)
Nom original : The Orchid — nom donné dans There's No Place Like Home, Part 1 (4-12)
Première apparition : There's No Place Like Home, Part 1 (4-12)
Première visite : There's No Place Like Home, Part 1 (4-12), par Locke
Dernière apparition : The Variable (5-14)
Rôle : serre en apparence, expériences sur les voyages spatio-temporels par le Projet Dharma, mais permet de déplacer l'île en cas de besoin
Introduite dans le triple-épisode final de la quatrième saison, There's No Place Like Home, la station semble à première vue être une serre abandonnée. Sous la serre, est caché un laboratoire meublé similaire à la station « Le Cygne ». « L’Orchidée » possède une petite chambre adjacente, qui peut être utilisée pour voyager dans le temps et l'espace. Un outtake du film d'orientation a été présenté en 2007 au Comic-Con de San Diego, où le docteur Edgar Halliwax explique que la station est utilisée pour des recherches sur l'« effet Casimir » présenté par l'île.
À côté du second niveau de la station, se trouve une pièce avec des piliers et des pierres ainsi que des hiéroglyphes inconnus vus dans quelques autres endroits sur l'île. Cette pièce permet d'accéder à une chambre constituée d'une roue géante congelée construite horizontalement dans le mur. Comme montré dans This Place Is Death, la chambre était en place bien avant la construction de la station. Un puits était raccordé à la chambre avant que la station a été construite. En dépit d'être à côté de la station, la pièce n'a jamais été découverte par le Projet Dharma. Lorsque Ben et Locke entrent dans la station, Ben se rend dans cette salle où il tourne la roue. Ben est alors transporté dans le désert tunisien, une conséquence de son utilisation et l'île est déplacée. Les survivants du vol 815 (qui sont tous candidats pour remplacer Jacob) commencent à sauter au hasard à travers le temps. Lorsque Locke retourne la roue dans sa position initiale dans l’épisode This Place Is Death, il est transporté hors de l'île au même endroit que Ben et permet d'arrêter les sauts dans le temps, en laissant les survivants en 1974. Charles Widmore dira plus tard à Locke que le désert tunisien est le « point de sortie » pour toute personne utilisant la roue.
Dans l’épisode Because You Left, dans les années 1970, le Dr Chang est appelé à enquêter sur un incident à « L'Orchidée ». Un travailleur sur le site de construction saigne de la bouche et des yeux, et six mèches de forage ont été fondues dans le futur site de la chambre. Des scans de la paroi révèlent la présence d'une chambre avec une roue derrière elle. Chang refuse d'utiliser des explosifs pour dégager le mur, car cela pourrait libérer une source d'énergie illimitée. Il croit qu'ils seront en mesure de contrôler le temps si l'énergie peut être exploitée correctement.

### Le Miroir
Nom original : The Looking Glass — nom donné dans Meilleurs moments (3-21)
Première apparition : Meilleurs moments (3-21)
Première visite : Meilleurs moments (3-21), par Charlie
Dernière apparition : ... Et tout finit (3-23)
Rôle : brouillage des télécommunications, stationnement pour le sous-marin et communication
La station est située sur les fonds marins à environ 18 mètres de profondeur, à quelque 182 mètres de la plage. La station est utilisée pour brouiller les communications entrant et sortant de l'île, ainsi que de générer un phare pour guider le sous-marin de l'île. Quand le Projet Dharma était encore actif, le miroir a été utilisé pour le ravitaillement du sous-marin. La station est alimentée par le câble que Sayid a découvert dans l'épisode Solitary. Le logo de la station est un lapin, une référence au lapin blanc d'Alice au pays des merveilles (dont la suite est Through the Looking-Glass). Son logo peut être vu dans l'épisode Greatest Hits quand Charlie nage vers la station. Les « Autres » pensaient que la station avait été inondée. Seul Ben savait que la station était toujours en état et que des gens y travaillaient.
Dans l'épisode Through The Looking Glass, Charlie Pace parvient à désactiver le matériel de brouillage et découvre que le bateau de secours lié à Naomi n'a pas été envoyé par Penny, contrairement à ce que Naomi disait. Charlie verrouille la porte de la salle de contrôle lorsque Mikhail brise le hublot, inondant la salle. Il parvient néanmoins à prévenir Desmond.

### Le Caducée
Nom original : The Staff — nom donné dans Bloqué ! (2-17)
Première apparition :  Congés de maternité (2-15)
Première visite : Congés de maternité (2-15), par Claire, Kate et Danielle Rousseau
Dernière apparition : Something Nice Back Home (4-10)
Rôle : centre médical
« Le Caducée » est une station de recherche médicale, utilisée plus tard pour accueillir les femmes enceintes. Elle est composée d'une salle d'opération, d'une nurserie et d'un vestiaire. Kate, en cherchant des médicaments pour le bébé de Claire (2-15) trouva dans les casiers, des vêtements usés, du maquillage et une fausse barbe, qui servirent à Tom et aux "autres" dès leur première rencontre. Caché à l'intérieur d'un des casiers, un levier permet l'ouverture d'un coffre-fort qui contient un équipement médical et des meubles de nurserie. Il y a aussi une autre pièce cachée, où les « Autres » prennent les femmes qui sont enceintes sur l'île et qui vont mourir.
Après que Claire Littleton a été enlevée par les « Autres » dans la première saison, elle est emmenée à la station où un médicament est administré à son fœtus. Alex aide Claire à s'échapper quand elle apprend qu'ils projettent de voler le bébé. Dans la troisième saison, Sun et Juliet se rendent dans la station pour effectuer une échographie pour découvrir quand le bébé de Sun a été conçu. Dans la quatrième saison, Faraday, Charlotte, Jin et Sun se rendent dans la station pour obtenir des fournitures médicales pour l'opération de Jack.

### La Tempête
Nom original : The Tempest — nom donné dans The Other Woman (4-06)
Première apparition : The Other Woman (4-06)
Première visite : The Other Woman (4-06)
Dernière apparition : The Other Woman (4-06)
Rôle :  centrale électrique et laboratoire chimique
« La Tempête » est une station de développement d'armes chimiques sur l'île. Elle est utilisée pour contrôler les rejets de gaz toxiques sur l'île. Ben s'est servi de la station pour éliminer les membres du Projet Dharma lors de la Purge.
Une partie de la mission de Daniel Faraday et Charlotte Lewis était de désactiver le gaz de la station, au cas où Benjamin Linus ne s'en serve à nouveau comme arme de dernier recours contre les ennemis de l'île.

### La Lanterne
Nom original : The Lamp Post — nom donné dans 316 (5-06)
Première apparition : The Lie (5-02)
Première visite :  This place is Death (5-05)
Dernière apparition : 316 (5-06)
Rôle : trouver la position de l'île
« La Lanterne » est la seule station Dharma connue hors de l'île. Elle est située à Los Angeles sous une église, construite au-dessus d'une poche d'énergie électromagnétique semblable à celle de l'île. Cette station a été utilisée par le Projet Dharma pour trouver l'île. Comme l'île peut se déplacer et qu'il est difficile de la localiser, les chercheurs ont développé une équation pour prédire où l'île serait à l'avenir. Un pendule de grande taille (qui ressemble à un pendule de Foucault) est suspendu au plafond et fait des marques à la craie sur une carte à l'étage en dessous. De nombreux ordinateurs entourent le pendule, avec un panneau sur le mur qui marque la latitude et la longitude. Eloise Hawking est actuellement responsable de la station et l'utilise pour aider les six de l'Oceanic à retourner sur l'île avec l'aide de Benjamin Linus.